# Otygen Corona
L'Otygen Corona è una struttura geologica della superficie di Venere.